# Gephyrea
Gephyrea – nieścisły takson zwierząt pierwoustych o robakowatym, niesegmentowanym ciele. Na przestrzeni lat miewał różną rangę i był różnie definiowany. Współcześnie nie jest wyróżniany.
Takson ten wprowadził w 1847 roku Armand de Quatrefages. Zaliczył on do nich dwie grupy – Echiurea i Siponculea. Do Echiurea włączył odpowiadający szczetnicom rodzaj Echiurus oraz odpowiadający Sternaspidae (we współczesnej klasyfikacji rodzina wieloszczetów z rzędu Terebellida) rodzaj Sternaspis. Z kolei do Siponculea zaliczył odpowiadający niezmogowcom rodzaj Priapulus oraz sikwiaki. Autor ten uznał tę grupę za przejściową pomiędzy szkarłupniami a pierścienicami i wywiódł jej nazwę od greckiego γέφυρα (géphūra) oznaczającego „most”. W publikacji z 1866 roku Quatrefages uznał Gephyrea za grupę odrębną od pierścienic.
W drugiej połowie XIX wieku i pierwszej połowie XX wieku Gephyrea nadawano różną rangę, np. w publikacji Williama Bairda z 1868 roku miały one rangę podgromady, w podręczniku Thomasa Jeffreya Parkera i Williama Aitchesona Haswella z 1910 roku miały rangę gromady, a w podręczniku Arthura Everetta Shipleya i Ernesta Williama MacBride’a z 1920 roku rangę typu. Włączano doń również różne podtaksony. Jedna z częściej pojawiających się klasyfikacji dzieliła je na Gephyrea tubicola, obejmujące odpowiadający kryzelnicom rodzaj Phoronis, oraz Gephyrea nuda, obejmujące zwierzęta współcześnie umieszczane wśród szczetnic, sikwiaków i niezmogowców. W obrębie Gephyrea nuda wydzielano taksony Armata – dla form zaopatrzonych w szczecinki i prostomium – oraz Inermia – pozbawione prostomium i szczecinek, ale zaopatrzone w wywracający się ryjek. Już na początku XX wieku dostrzegano jednak, że szczetnice, sikwiaki i niezmogowce stanowią w istocie odrębne grupy, z których tym pierwszym blisko do wieloszczetów, a tym ostatnim daleko do pierścienic w ogóle. W 1959 roku Libbie Henrietta Hyman napisała, że „nazwę Gephyrea należy z zoologii usunąć”. We współczesnych klasyfikacjach nazwa ta nie jest używana. World Polychaeta database listuje ją jako nomen dubium z rangą gromady w obrębie pierścienic.